# Societas omnium bonorum
Een societas omnium bonorum  was een vorm van vennootschap door obligatio consensu (d.i. een verplichting uit een overeenkomst). Het werd door een novatio inter extraneas personas (een vernieuwing tussen andere personen) (een vorm van legis actio, d.i. een "gesproken proces(formule)") gevormd. Net zoals in de vroegere consortia bracht men in een societas omnium bonorum al zijn goederen in de vennootschap. Het verschil zat hem in het feit dat men de leden nu als echte zakenpartners gezien werden, in plaats van als "broeders" in het consortium pseudo-familiare. Ook deze vennootschap viel uiteen bij het vervallen van de informele consensus tussen de onderlingen leden. Uiteindelijk zou ook zij op haar beurt plaats moeten maken voor de societas negotiationis, die de klassieke vennootschapsvorm zou worden.